# Faraday Society
La Faraday Society était une société britannique chargée de l'étude de la chimie physique, fondée en 1903 et nommée en l'honneur du chimiste britannique Michael Faraday. Elle fusionna avec des organisations similaires en 1980 afin de former la Royal Society of Chemistry. Elle publia les Faraday Transactions (en) de 1905 à 1971, lorsque la Royal Society of Chemistry en prit le contrôle.
Les conférences appelées Faraday Discussions étaient organisées par la Faraday Society : leurs contenus étaient publiés sous le même nom. La publication incluait le débat autour d'un article en plus de l'article lui-même. Lors de la réunion, le temps imparti au débat était plus important que celui imparti à la présentation de l'article, les articles étant distribués avant la conférence. Ces conférences existent toujours, organisées par la Royal Society of Chemistry.